# 天皇杯 JFA 第103回全日本サッカー選手権大会
天皇杯 JFA 第103回全日本サッカー選手権大会（てんのうはい JFA だい103かいぜんにほんサッカーせんしゅけんたいかい、英: Emperor's Cup JFA 99th Japan Football Championship）は2023年（令和5年）5月20日から12月9日まで開催された天皇杯 JFA 全日本サッカー選手権大会。

## 概要
2022年12月20日に日本サッカー協会がマッチスケジュール並びにアマチュアシードについて発表された。
なお、今大会は、カタールで行われることになっているAFCアジアカップ2023の日程が2022年12月20日の時点で未確定となっていたため、準決勝と決勝の日程は調整中とされたが、決勝を2023年12月9日に国立競技場で開催することが2023年3月9日に発表された。

## 日程
2023年3月9日に公表された日程に基づく。2回戦から準々決勝までは全て平日（水曜日）に開催される。
| 試合     | 開催日      | 予備日  | 参加チーム数変動   | 備考                                 |
| -------- | ----------- | ------- | ------------------ | ------------------------------------ |
| 1回戦    | 5月20、21日 | 5月22日 | 48 (1+47) → 24     | アマチュアシード、都道府県代表の参加 |
| 2回戦    | 6月7日      | 6月21日 | 64 (24+18+22) → 32 | J1・J2クラブの参加                   |
| 3回戦    | 7月12日     | 7月19日 | 32 → 16            |                                      |
| 4回戦    | 8月2日      | 8月9日  | 16 → 8             |                                      |
| 準々決勝 | 8月30日     | 9月13日 | 8 → 4              |                                      |
| 準決勝   | 10月8日     |         | 4 → 2              |                                      |
| 決勝     | 12月9日     |         | 2 → 1              |                                      |

## 出場チーム
以下の「出場回数」についてはJFAの公式記録に基づくが、基本的には「前身となるチーム（クラブ化前の実業団チーム、など）からの通算回数」としている。ただし、一部に例外もある。

### J1リーグ
2023年のJ1リーグ所属の全18チーム。
| チーム                 | 出場回数       |
| ---------------------- | -------------- |
| 北海道コンサドーレ札幌 | 3年連続42回目  |
| 鹿島アントラーズ       | 3年連続39回目  |
| 柏レイソル             | 3年連続55回目  |
| 浦和レッズ             | 3年連続58回目  |
| FC東京                 | 3年連続29回目  |
| 川崎フロンターレ       | 29年連続40回目 |
| 横浜F・マリノス        | 3年連続45回目  |
| 横浜FC                 | 3年連続24回目  |
| 湘南ベルマーレ         | 3年連続51回目  |

| チーム             | 出場回数       |
| ------------------ | -------------- |
| アルビレックス新潟 | 3年連続31回目  |
| 名古屋グランパス   | 3年連続46回目  |
| 京都サンガF.C.     | 3年連続40回目  |
| ガンバ大阪         | 43年連続43回目 |
| セレッソ大阪       | 3年連続54回目  |
| ヴィッセル神戸     | 3年連続36回目  |
| サンフレッチェ広島 | 3年連続71回目  |
| アビスパ福岡       | 3年連続31回目  |
| サガン鳥栖         | 3年連続31回目  |

### J2リーグ
2023年のJ2リーグ所属の全22チーム。
| チーム                 | 出場回数       |
| ---------------------- | -------------- |
| ブラウブリッツ秋田     | 22年連続30回目 |
| ベガルタ仙台           | 3年連続29回目  |
| モンテディオ山形       | 3年連続31回目  |
| いわきFC               | 2年ぶり6回目   |
| 水戸ホーリーホック     | 3年連続27回目  |
| 栃木SC                 | 3年連続23回目  |
| ザスパクサツ群馬       | 3年連続20回目  |
| 大宮アルディージャ     | 3年連続28回目  |
| ジェフユナイテッド千葉 | 3年連続58回目  |
| 東京ヴェルディ         | 3年連続48回目  |
| FC町田ゼルビア         | 3年連続11回目  |

| チーム             | 出場回数       |
| ------------------ | -------------- |
| ヴァンフォーレ甲府 | 3年連続31回目  |
| ツエーゲン金沢     | 3年連続19回目  |
| 清水エスパルス     | 3年連続31回目  |
| ジュビロ磐田       | 3年連続46回目  |
| 藤枝MYFC           | 2年連続5回目   |
| ファジアーノ岡山   | 3年連続15回目  |
| レノファ山口FC     | 3年連続19回目  |
| 徳島ヴォルティス   | 32年連続35回目 |
| V・ファーレン長崎  | 3年連続16回目  |
| ロアッソ熊本       | 3年連続23回目  |
| 大分トリニータ     | 3年連続27回目  |

### アマチュアシードチーム
日本フットボールリーグ（JFL）が選出する1チーム
| チーム   | 所属リーグ | 出場回数      |
| -------- | ---------- | ------------- |
| Honda FC | JFL        | 8年連続43回目 |

### 都道府県代表
| 都道府県 | チーム               | 所属リーグ    | 出場回数       | 備考 |
| -------- | -------------------- | ------------- | -------------- | ---- |
| 北海道   | BTOP北海道           | 北海道        | 初出場         |      |
| 青森県   | ヴァンラーレ八戸     | J3            | 3年連続11回目  |      |
| 岩手県   | いわてグルージャ盛岡 | J3            | 3年連続16回目  |      |
| 宮城県   | ソニー仙台FC         | JFL           | 4年連続24回目  |      |
| 秋田県   | ノースアジア大学     | 東北大学1部   | 2年連続2回目   |      |
| 山形県   | 山形大学医学部       | −             | 4年ぶり4回目   |      |
| 福島県   | 福島ユナイテッドFC   | J3            | 2年連続11回目  |      |
| 茨城県   | 筑波大学             | 関東大学1部   | 2年連続33回目  |      |
| 栃木県   | 栃木シティFC         | 関東1部       | 2年ぶり13回目  |      |
| 群馬県   | tonan前橋            | 関東2部       | 2年ぶり7回目   |      |
| 埼玉県   | 東京国際大学FC       | 関東1部       | 2年連続3回目   |      |
| 千葉県   | ブリオベッカ浦安     | JFL           | 2年連続6回目   |      |
| 東京都   | クリアソン新宿       | JFL           | 初出場         |      |
| 神奈川県 | SC相模原             | J3            | 2年ぶり2回目   |      |
| 山梨県   | 山梨学院大学PEGASUS  | 山梨県1部     | 2年連続5回目   |      |
| 長野県   | AC長野パルセイロ     | J3            | 2年ぶり11回目  |      |
| 新潟県   | 新潟医療福祉大学     | 北信越大学1部 | 2年連続7回目   |      |
| 富山県   | カターレ富山         | J3            | 3年連続14回目  |      |
| 石川県   | 北陸大学             | 北信越大学1部 | 2年連続6回目   |      |
| 福井県   | 福井ユナイテッドFC   | 北信越1部     | 12年連続15回目 |      |
| 静岡県   | アスルクラロ沼津     | J3            | 6年ぶり2回目   |      |
| 愛知県   | FCマルヤス岡崎       | JFL           | 3年ぶり5回目   |      |
| 三重県   | ヴィアティン三重     | JFL           | 4年ぶり3回目   |      |
| 岐阜県   | FC岐阜               | J3            | 3年連続17回目  |      |
| 滋賀県   | レイラック滋賀       | JFL           | 2年連続10回目  |      |
| 京都府   | AS.Laranja Kyoto     | 関西2部       | 初出場         |      |
| 大阪府   | 関西大学             | 関西学生1部   | 2年連続18回目  |      |
| 兵庫県   | Cento Cuore HARIMA   | 関西1部       | 2年連続11回目  |      |
| 奈良県   | 奈良クラブ           | J3            | 2年連続14回目  |      |
| 和歌山県 | アルテリーヴォ和歌山 | 関西1部       | 15年連続15回目 |      |
| 鳥取県   | ガイナーレ鳥取       | J3            | 3年連続25回目  |      |
| 島根県   | ベルガロッソいわみ   | 中国          | 14年ぶり2回目  |      |
| 岡山県   | 三菱水島FC           | 中国          | 2年ぶり15回目  |      |
| 広島県   | SRC広島              | 中国          | 4年ぶり7回目   |      |
| 山口県   | FCバレイン下関       | 中国          | 2年ぶり3回目   |      |
| 香川県   | カマタマーレ讃岐     | J3            | 2年ぶり23回目  |      |
| 徳島県   | FC徳島               | 四国          | 8年連続8回目   |      |
| 愛媛県   | FC今治               | J3            | 3年連続13回目  |      |
| 高知県   | 高知ユナイテッドSC   | JFL           | 8年連続8回目   |      |
| 福岡県   | ギラヴァンツ北九州   | J3            | 3年連続14回目  |      |
| 佐賀県   | Brew KASHIMA         | 九州          | 2年連続11回目  |      |
| 長崎県   | 三菱重工長崎SC       | 長崎県1部     | 8年ぶり10回目  |      |
| 熊本県   | 東海大学熊本         | 九州大学2部   | 5年ぶり4回目   |      |
| 大分県   | ヴェルスパ大分       | JFL           | 7年連続13回目  |      |
| 宮崎県   | テゲバジャーロ宮崎   | J3            | 3年ぶり3回目   |      |
| 鹿児島県 | 鹿児島ユナイテッドFC | J3            | 3年連続9回目   |      |
| 沖縄県   | FC琉球               | J3            | 3年連続16回目  |      |

出場回数に関する備考
1. ↑  日産自動車サッカー部→横浜マリノスからの出場回数を含む。なお、横浜フリューゲルスの出場回数（13回）は含まない。
2. ↑  鳥栖フューチャーズの出場回数（5回）を含む（なお、鳥栖と鳥栖Fには組織としての連続性はない。当該項参照）。
3. ↑  前身の静岡FCの出場回数（2回）は含まない。
4. ↑  前身である国見FCの出場回数（1回）は含まない。
5. ↑  NTT熊本およびアルエット熊本の出場回数（5回）を含む（なお、ロアッソ熊本（および旧チーム名のロッソ熊本）とNTT熊本およびアルエット熊本には組織としての連続性はない。当該項参照）。
6. ↑  前身の北陸電力/アローズ北陸（10回）およびYKK APサッカー部 （11回）の出場回数は含まない。
7. ↑  承継元のサウルコス福井での出場回数（10回）を含む。
8. ↑  関大クラブ（7回出場）、全関大（4回出場）の出場回数は含まない。
9. ↑  前身の兵庫教員蹴球団の出場回数（2回）は含まない。
10. ↑  前身のアイゴッソ高知の出場回数（南国高知FCとして3回出場）は含まない。
11. ↑  前身の三菱化成黒崎サッカー部の出場回数（4回）を含まない。
12. ↑  前身のヴォルカ鹿児島（6回）およびFC KAGOSHIMA（1回、別に前身の鹿屋体育大学クラブで1回出場）の出場回数は含まない。

## 試合結果
ラウンド16までの対戦カードおよび2回戦までの日程・試合会場は2023年3月22日に発表された。

### 1回戦
| 2023年5月21日 No.1 | ブリオベッカ浦安                              | 3 - 2    | 筑波大学                          | 市原市                                                            |
| 13:00              | - 村越健太 13分 - 伊藤純也 34分 - 林容平 79分 | 公式記録 | - 内野航太郎 22分 - 角昂志郎 64分 | 競技場: ゼットエーオリプリスタジアム 観客数: 564人 主審: 加藤正和 |

| 2023年5月21日 No.2 | カターレ富山                    | 2 - 1    | 北陸大学        | 高岡市                                                                       |
| 13:00              | - 高橋駿太 34分 - 鍋田純志 49分 | 公式記録 | - 宮田光晟 67分 | 競技場: 高岡スポーツコア サッカー・ラグビー場 観客数: 1,098人 主審: 辛島宗烈 |

| 2023年5月21日 No.3 | レイラック滋賀                     | 2 - 1 (延長) | アスルクラロ沼津          | 彦根市                                                      |
| 13:00              | - 俣野亜以己 75分 - 平尾壮 120+2分 | 公式記録     | - ブラウン・ノア賢信 58分 | 競技場: 平和堂HATOスタジアム 観客数: 1,012人 主審: 酒井達矢 |

| 2023年5月21日 No.4 | ヴィアティン三重                  | 2 - 0    | ガイナーレ鳥取 | 鈴鹿市                                                                            |
| 13:00              | - 川中健太 45+4分 - 安西海斗 84分 | 公式記録 |                | 競技場: 三重交通Gスポーツの杜鈴鹿 サッカー・ラグビー場 観客数: 604人 主審: 宗像瞭 |

| 2023年5月20日 No.5 | アルテリーヴォ和歌山 | 1 - 3    | 関西大学                              | 和歌山市                                                        |
| 13:00              | - 大橋優正 24分      | 公式記録 | - 西村真祈 17分, 71分 - 古賀楓真 90分 | 競技場: 紀三井寺運動公園陸上競技場 観客数: 420人 主審: 舟橋崇正 |

| 2023年5月21日 No.6 | ヴァンラーレ八戸               | 2 - 3 (延長) | ソニー仙台FC                                   | 八戸市                                                    |
| 13:00              | - 近石哲平 26分 - 山内陸 117分 | 公式記録     | - 澤田雄大 67分 - 吉野蓮 95分 - 伊藤綾汰 111分 | 競技場: プライフーズスタジアム 観客数: 619人 主審: 長谷拓 |

| 2023年5月21日 No.7 | 奈良クラブ | 0 - 1    | Honda FC        | 奈良市                                                    |
| 13:00              |            | 公式記録 | - 川浪龍平 63分 | 競技場: ロートフィールド奈良 観客数: 792人 主審: 川勝彬史 |

| 2023年5月20日 No.8 | AC長野パルセイロ                | 2 - 0    | AS.Laranja Kyoto | 松本市                                                 |
| 13:00              | - 山本大貴 22分 - 西村恭史 82分 | 公式記録 |                  | 競技場: サンプロ アルウィン 観客数: 871人 主審: 堀善仁 |

| 2023年5月20日 No.9 | カマタマーレ讃岐              | 2 - 1    | Brew KASHIMA    | 丸亀市                                                |
| 15:00              | - 岩岸宗志 49分 - 森勇人 73分 | 公式記録 | - 武部壮馬 15分 | 競技場: Pikaraスタジアム 観客数: 600人 主審: 大原謙哉 |

| 2023年5月21日 No.10 | 福井ユナイテッドFC | 0 - 1    | Cento Cuore HARIMA | 坂井市                                                          |
| 13:00               |                    | 公式記録 | - 高瀬廉 44分      | 競技場: テクノポート福井スタジアム 観客数: 622人 主審: 西田裕貴 |

| 2023年5月21日 No.11 | BTOP北海道                                                                                  | 7 - 0    | 山形大学医学部 | 札幌市                                                    |
| 13:00               | - 本塚聖也 34分 - 阿部遼海 40分, 71分, 80分 - 川上翔平 48分 - 吉行豊輝 66分 - 海野捷人 89分 | 公式記録 |                | 競技場: 札幌厚別公園競技場 観客数: 231人 主審: 小林健太朗 |

| 2023年5月21日 No.12                         | ギラヴァンツ北九州             | 2 - 2 (延長) (4 - 1 PK戦)      | 鹿児島ユナイテッドFC          | 北九州市                                                              |
| 13:00                                       | - 高昇辰 42分 - 大石悠介 115分 | 公式記録                       | - 藤本憲明 15分 - 武星弥 98分 | 競技場: ミクニワールドスタジアム北九州 観客数: 1,731人 主審: 安川公規 |
|                                             | PK戦                           |                                |                               |                                                                       |
| - 岡田優希 - 平原隆暉 - 村松航太 - 吉丸絢梓 |                                | - 有田光希 - 武星弥 - 圓道将良 |                               |                                                                       |

| 2023年5月20日 No.13 | 栃木シティFC                                                     | 4 - 1 (延長) | FCマルヤス岡崎  | 宇都宮市                                                      |
| 13:00               | - ヘニキ 41分 - 大嶌貴 101分 - 山村佑樹 105分 - 藤原拓海 105+1分 | 公式記録     | - 前田央樹 71分 | 競技場: 栃木県グリーンスタジアム 観客数: 359人 主審: 中川愛斗 |

| 2023年5月21日 No.14 | ベルガロッソいわみ       | 1 - 2 (延長) | 高知ユナイテッドSC                 | 出雲市                                                          |
| 13:00               | - 水津颯太 45+1分 (pen.) | 公式記録     | - 佐々木敦河 43分 - 東家聡樹 113分 | 競技場: 島根県立浜山公園陸上競技場 観客数: 589人 主審: 山口隆平 |

| 2023年5月21日 No.15 | いわてグルージャ盛岡                                                                  | 4 - 0    | クリアソン新宿 | 盛岡市                                                |
| 13:00               | - オタボー・ケネス 13分, 84分 - ドウグラス・オリヴェイラ 16分 - チャン・ヒョンス 73分 | 公式記録 |                | 競技場: いわぎんスタジアム 観客数: 626人 主審: 手塚優 |

| 2023年5月21日 No.16 | tonan前橋                                     | 3 - 4    | 山梨学院大学PEGASUS                                              | 前橋市                                                                  |
| 13:00               | - 高橋寛太 38分 - 柳原竜希 74分 - 操将真 88分 | 公式記録 | - 加藤佑太郎 40分, 58分 - 宮川開成 62分 - 岡澤韻生 90+8分 (pen.) | 競技場: アースケア敷島サッカー・ラグビー場 観客数: 301人 主審: 椎野大地 |

| 2023年5月21日 No.17 | SC相模原                           | 2 - 1 (延長) | 東京国際大学FC  | 平塚市                                                      |
| 13:00               | - 若林龍 70分 - 安藤翼 92分 (pen.) | 公式記録     | - 小西利空 29分 | 競技場: レモンガススタジアム平塚 観客数: 694人 主審: 塚原健 |

| 2023年5月21日 No.18 | ヴェルスパ大分                     | 2 - 1 (延長) | FCバレイン下関  | 大分市                                                                      |
| 13:00               | - 福宮弘乃介 55分 - 酒井信磨 114分 | 公式記録     | - 宗野裕斗 88分 | 競技場: レゾナックサッカー・ラグビー場 Aコート 観客数: 312人 主審: 大藤翔平 |

| 2023年5月21日 No.19 | SRC広島         | 1 - 3    | FC徳島                                          | 福山市                                                        |
| 13:00               | - 二井野巧 14分 | 公式記録 | - 佐々木佳亮 26分 - 服部俊也 55分 - 野村魁 72分 | 競技場: 福山通運ローズスタジアム 観客数: 364人 主審: 村田裕紀 |

| 2023年5月21日 No.20 | FC今治                        | 1 - 0    | 三菱重工長崎SC | 松山市                                                  |
| 13:00               | - マルクス・ヴィニシウス 63分 | 公式記録 |                | 競技場: ニンジニアスタジアム 観客数: 707人 主審: 堀格郎 |

| 2023年5月20日 No.21 | FC岐阜                                    | 2 - 1    | 新潟医療福祉大学 | 岐阜市                                                                      |
| 13:00               | - ンドカ・チャールス 71分 - 藤岡浩介 88分 | 公式記録 | - 松谷昂輝 85分  | 競技場: 岐阜メモリアルセンター長良川球技メドウ 観客数: 887人 主審: 花川雄一 |

| 2023年5月20日 No.22 | 福島ユナイテッドFC                                               | 4 - 0    | ノースアジア大学 | 福島市                                                            |
| 13:00               | - 塩浜遼 29分 - 樋口寛規 33分 (pen.) - 森晃太 41分 - 大森博 81分 | 公式記録 |                  | 競技場: とうほう・みんなのスタジアム 観客数: 319人 主審: 友政利貴 |

| 2023年5月20日 No.23 | テゲバジャーロ宮崎                                     | 3 - 0    | 東海大学熊本 | 新富町                                                        |
| 13:00               | - 永田一真 40分 - 南野遥海 71分 - 北村知也 89分 (pen.) | 公式記録 |              | 競技場: ユニリーバスタジアム新富 観客数: 411人 主審: 田邉裕樹 |

| 2023年5月21日 No.24 | FC琉球                          | 2 - 1    | 三菱水島FC      | 沖縄市                                                                |
| 13:00               | - ケルヴィン 12分 - 柳貴博 81分 | 公式記録 | - 宮澤龍二 33分 | 競技場: タピック県総ひやごんスタジアム 観客数: 454人 主審: 佐々木慎哉 |

### 2回戦
| 2023年6月7日 No.25 | 横浜F・マリノス                     | 2 - 0    | ブリオベッカ浦安 | 横浜市                                                        |
| 19:00              | - 井上健太 26分 - エドゥアルド 78分 | 公式記録 |                  | 競技場: ニッパツ三ツ沢球技場 観客数: 4,287人 主審: 福島孝一郎 |

| 2023年6月7日 No.26 | ツエーゲン金沢                  | 2 - 3    | FC町田ゼルビア                                  | 金沢市                                                              |
| 19:00              | - 豊田陽平 23分 - 長峰祐斗 88分 | 公式記録 | - 松井蓮之 38分 - 黒川淳史 43分 - 中島裕希 79分 | 競技場: 石川県西部緑地公園陸上競技場 観客数: 1,177人 主審: 田中玲匡 |

| 2023年6月7日 No.27 | 京都サンガF.C.                              | 2 - 2 (延長) (9 - 10 PK戦)                                                                                               | カターレ富山                | 京都市                                                        |
| 19:00 | - イヨハ理ヘンリー 32分 - パトリック 90+1分 | 公式記録 | - 大野耀平 6分 (pen.), 57分 | 競技場: たけびしスタジアム京都 観客数: 2,273人 主審: 高崎航地 |
| | PK戦                                        | |                             |                                                               |
| - パトリック - 平戸太貴 - 木村勇大 - イヨハ理ヘンリー - 木下康介 - 金子大毅 - 麻田将吾 - 植田悠太 - アピアタウィア久 - 太田岳志 - パトリック |                                             | - 碓井鉄平 - 安藤由翔 - 柳下大樹 - 松岡大智 - 高橋駿太 - 脇本晃成 - 神山京右 - 椎名伸志 - 大畑隆也 - 田川知樹 - 碓井鉄平 |                             |                                                               |

| 2023年6月7日 No.28 | アルビレックス新潟      | 1 - 0    | レイラック滋賀 | 新潟市                                                              |
| 19:00              | - ダニーロ・ゴメス 38分 | 公式記録 |                | 競技場: デンカビッグスワンスタジアム 観客数: 4,285人 主審: 木村博之 |

| 2023年6月7日 No.29 | 名古屋グランパス                               | 3 - 2    | ヴィアティン三重              | 名古屋市                                                    |
| 19:00              | - 野上結貴 2分 - 藤井陽也 35分 - 貴田遼河 43分 | 公式記録 | - 田村翔太 71分 - 梁賢柱 76分 | 競技場: パロマ瑞穂ラグビー場 観客数: 5,340人 主審: 大坪博和 |

| 2023年6月7日 No.30 | ベガルタ仙台    | 1 - 0    | 藤枝MYFC | 仙台市                                                          |
| 19:00              | - 中山仁斗 45分 | 公式記録 |          | 競技場: ユアテックスタジアム仙台 観客数: 2,495人 主審: 小屋幸栄 |

| 2023年6月7日 No.31 | 浦和レッズ       | 1 - 0 (延長) | 関西大学 | さいたま市                                                |
| 19:05              | - 伊藤敦樹 105分 | 公式記録     |          | 競技場: 浦和駒場スタジアム 観客数: 5,351人 主審: 高山啓義 |

| 2023年6月7日 No.32 | モンテディオ山形 | 1 - 0    | ソニー仙台FC | 天童市                                                        |
| 19:00              | - 田中渉 27分    | 公式記録 |              | 競技場: NDソフトスタジアム山形 観客数: 2,552人 主審: 佐藤誠和 |

| 2023年6月7日 No.33 | 鹿島アントラーズ                                                | 3 - 0    | Honda FC | 鹿嶋市                                                                  |
| 19:00              | - キム・ミンテ 13分 - アルトゥール・カイキ 39分 - 染野唯月 68分 | 公式記録 |          | 競技場: 茨城県立カシマサッカースタジアム 観客数: 3,837人 主審: 山下良美 |

| 2023年6月7日 No.34 | V・ファーレン長崎 | 0 - 1    | ヴァンフォーレ甲府 | 諫早市                                                              |
| 19:00              |                   | 公式記録 | - 7分 (o.g.)       | 競技場: トランスコスモススタジアム長崎 観客数: 2,304人 主審: 柿沼亨 |

| 2023年6月14日 No.35 | ヴィッセル神戸                             | 3 - 1    | AC長野パルセイロ  | 神戸市                                                        |
| 19:03               | - リンコン 12分 (PK), 29分 - 汰木康也 64分 | 公式記録 | - 西村恭史 45+1分 | 競技場: ノエビアスタジアム神戸 観客数: 3,332人 主審: 清水勇人 |

| 2023年6月7日 No.36 | ジュビロ磐田                            | 2 - 0    | カマタマーレ讃岐 | 磐田市                                                            |
| 19:00              | - ファビアン・ゴンザレス 6分, 36分 (PK) | 公式記録 |                  | 競技場: ヤマハスタジアム（磐田） 観客数: 2,483人 主審: 植松健太朗 |

| 2023年6月7日 No.37 | セレッソ大阪                                                             | 5 - 0    | Cento Cuore HARIMA | 大阪市                                                      |
| 19:00              | - 北野颯太 7分, 74分 - 阪田澪哉 53分 - 石渡ネルソン 55分 - 毎熊晟矢 81分 | 公式記録 |                    | 競技場: ヨドコウ桜スタジアム 観客数: 2,489人 主審: 須谷雄三 |

| 2023年6月7日 No.38 | ジェフユナイテッド千葉 | 0 - 1    | 大宮アルディージャ | 千葉市                                                  |
| 19:00              |                        | 公式記録 | - 中野誠也 50分    | 競技場: フクダ電子アリーナ 観客数: 2,281人 主審: 谷本涼 |

| 2023年6月7日 No.39 | 湘南ベルマーレ                                                             | 6 - 1    | BTOP北海道      | 平塚市                                                        |
| 19:00              | - 鈴木章斗 8分, 14分, 43分 - 永木亮太 48分 - 阿部浩之 54分 - 若月大和 82分 | 公式記録 | - 海野捷人 71分 | 競技場: レモンガススタジアム平塚 観客数: 1,632人 主審: 川俣秀 |

| 2023年6月7日 No.40 | ファジアーノ岡山            | 2 - 1    | ギラヴァンツ北九州 | 岡山市                                                        |
| 19:00              | - 櫻川ソロモン 45+1分, 53分 | 公式記録 | - 平原隆暉 78分    | 競技場: シティライトスタジアム 観客数: 2,564人 主審: 石丸秀平 |

| 2023年6月7日 No.41 | 川崎フロンターレ                      | 3 - 1    | 栃木シティFC  | 川崎市                                                  |
| 19:00              | - 遠野大弥 18分, 71分 - 宮代大聖 89分 | 公式記録 | - 戸島章 65分 | 競技場: 等々力陸上競技場 観客数: 5,325人 主審: 西村雄一 |

| 2023年6月7日 No.42 | 水戸ホーリーホック | 1 - 0    | レノファ山口FC | 水戸市                                                          |
| 19:00              | - 唐山翔自 88分    | 公式記録 |                | 競技場: ケーズデンキスタジアム水戸 観客数: 902人 主審: 岡部拓人 |

| 2023年6月7日 No.43 | ガンバ大阪      | 1 - 2    | 高知ユナイテッドSC         | 吹田市                                                            |
| 19:00              | - 三浦弦太 87分 | 公式記録 | - 小林心 4分 - 41分 (o.g.) | 競技場: パナソニックスタジアム吹田 観客数: 3,059人 主審: 池内明彦 |

| 2023年6月21日 No.44 | 横浜FC                                                      | 4 - 1    | いわてグルージャ盛岡 | 横浜市                                                      |
| 19:00               | - 中村拓海 35分 - サウロ・ミネイロ 68分, 73分 - 79分 (o.g.) | 公式記録 | - 松原亘紀 15分      | 競技場: ニッパツ三ツ沢球技場 観客数: 1,820人 主審: 飯田淳平 |

| 2023年6月7日 No.45 | 柏レイソル                                                                                           | 7 - 1    | 山梨学院大学PEGASUS | 柏市                                                              |
| 19:00              | - 中村慶太 4分 - 真家英嵩 21分, 45+1分, 59分 - 升掛友護 36分 (PK) - 落合陸 49分 - 山本桜大 87分 (PK) | 公式記録 | - 松原綾成 80分     | 競技場: 三協フロンテア柏スタジアム 観客数: 1,819人 主審: 先立圭吾 |

| 2023年6月7日 No.46 | 徳島ヴォルティス                   | 2 - 1 (延長) | いわきFC        | 鳴門市                                                                                  |
| 19:00              | - 棚橋尭士 90+5分 - 千葉寛汰 115分 | 公式記録     | - 遠藤凌 90+3分 | 競技場: 鳴門・大塚スポーツパークポカリスエットスタジアム 観客数: 1,441人 主審: 山本雄大 |

| 2023年6月7日 No.47 | 北海道コンサドーレ札幌                              | 3 - 0    | SC相模原 | 札幌市                                                  |
| 19:00              | - キム・ゴンヒ 53分 - 深井一希 62分 - 中島大嘉 78分 | 公式記録 |          | 競技場: 札幌厚別公園競技場 観客数: 2,647人 主審: 松尾一 |

| 2023年6月7日 No.48 | 大分トリニータ | 0 - 1    | ヴェルスパ大分 | 大分市                                                      |
| 19:00              |                | 公式記録 | - 中村真人 6分 | 競技場: レゾナックドーム大分 観客数: 4,122人 主審: 吉田哲朗 |

| 2023年6月7日 No.49 | サンフレッチェ広島                                                                                | 5 - 0    | FC徳島 | 福山市                                                          |
| 18:30              | - ナッシム・ベン・カリファ 7分 - 松本泰志 33分 (PK) - 中野就斗 72分 - 松本大弥 75分 - 森島司 79分 | 公式記録 |        | 競技場: 福山通運ローズスタジアム 観客数: 3,263人 主審: 上田益也 |

| 2023年6月7日 No.50 | ブラウブリッツ秋田 | 1 - 2    | 栃木SC                        | 秋田市                                                |
| 19:00              | - 吉田伊吹 69分    | 公式記録 | - 大島康樹 19分 - 根本凌 84分 | 競技場: ソユースタジアム 観客数: 674人 主審: 今村義朗 |

| 2023年6月7日 No.51 | アビスパ福岡                        | 2 - 0    | FC今治 | 福岡市                                                    |
| 19:00              | - ウェリントン 51分 - 佐藤凌我 80分 | 公式記録 |        | 競技場: ベスト電器スタジアム 観客数: 2,033人 主審: 中村太 |

| 2023年6月7日 No.52 | 清水エスパルス                       | 1 - 2 (延長) | FC岐阜                         | 静岡市                                                     |
| 19:00              | - カルリーニョス・ジュニオ 82分 (PK) | 公式記録     | - 田口裕也 75分 - 北龍磨 103分 | 競技場: IAIスタジアム日本平 観客数: 2,493人 主審: 窪田陽輔 |

| 2023年6月7日 No.53 | FC東京                                              | 3 - 1    | 福島ユナイテッドFC | 調布市                                                  |
| 19:00              | - 塚川孝輝 19分 - アダイウトン 30分 - 松木玖生 58分 | 公式記録 | - 塩浜遼 12分      | 競技場: 味の素スタジアム 観客数: 3,827人 主審: 榎本一慶 |

| 2023年6月7日 No.54 | 東京ヴェルディ                | 2 - 1    | ザスパクサツ群馬 | 東京都北区                                                    |
| 18:30              | - 山田剛綺 44分 - 83分 (o.g.) | 公式記録 | - 36分 (o.g.)    | 競技場: 味の素フィールド西が丘 観客数: 1,901人 主審: 酒井達矢 |

| 2023年6月7日 No.55 | サガン鳥栖                                                                        | 5 - 1    | テゲバジャーロ宮崎 | 鳥栖市                                                      |
| 19:00              | - ファン・ソッコ 34分 - 藤田直之 54分 - 藤原悠汰 56分, 90+2分 - 樺山諒乃介 90+1分 | 公式記録 | - 南野遥海 36分    | 競技場: 駅前不動産スタジアム 観客数: 2,808人 主審: 笠原寛貴 |

| 2023年6月21日 No.56                                    | ロアッソ熊本                    | 2 - 2 (延長) (5 - 4 PK戦)                                | FC琉球                        | 熊本市                                                      |
| 19:00                                                  | - 東山達稀 49分 - 大本祐槻 53分 | 公式記録                                                 | - 金崎夢生 25分 - 岩本翔 38分 | 競技場: えがお健康スタジアム 観客数: 1,455人 主審: 長峯滉希 |
|                                                        | PK戦                            |                                                          |                               |                                                             |
| - 東山達稀 - 土信田悠生 - 田代琉我 - 田辺圭佑 - 平川怜 |                                 | - 柳貴博 - 鍵山慶司 - 森侑里 - 上原牧人 - サダム・スレイ |                               |                                                             |

### 3回戦
| 2023年7月12日 No.57 | 横浜F・マリノス | 1 - 4    | FC町田ゼルビア                                                   | 町田市                                                    |
| 18:33               | - 宮市亮 84分   | 公式記録 | - ミッチェル・デューク 5分 - 布施谷翔 45+4分 - 平河悠 67分, 79分 | 競技場: 町田GIONスタジアム 観客数: 6,361人 主審: 西村雄一 |

| 2023年7月12日 （2023年7月19日） No.58 | カターレ富山                             | 3 - 4 (延長) | アルビレックス新潟                                     | 富山市                                                              |
| 19:00                                 | - 松岡大智 58分, 78分 - 柳下大樹 120+1分 | 公式記録     | - 長谷川巧 20分 - 太田修介 82分, 95分 - 田上大地 114分 | 競技場: 富山県総合運動公園陸上競技場 観客数: 6,093人 主審: 先立圭吾 |

| 2023年7月12日 No.59                                                          | 名古屋グランパス          | 1 - 1 (延長) (5 - 4 PK戦)                                        | ベガルタ仙台       | 名古屋市                                                      |
| 19:00                                                                        | - マテウス・カストロ 99分 | 公式記録                                                         | - 菅原龍之助 105分 | 競技場: CSアセット港サッカー場 観客数: 3,423人 主審: 清水勇人 |
|                                                                              | PK戦                      |                                                                  |                    |                                                               |
| - マテウス・カストロ - 稲垣祥 - 藤井陽也 - 中谷進之介 - キャスパー・ユンカー |                           | - 中島元彦 - ホ・ヨンジュン - 菅原龍之助 - 松下佳貴 - 蜂須賀孝治 |                    |                                                               |

| 2023年7月12日 No.60 | 浦和レッズ      | 1 - 0    | モンテディオ山形 | 天童市                                                        |
| 19:03               | - 伊藤敦樹 64分 | 公式記録 |                  | 競技場: NDソフトスタジアム山形 観客数: 6,520人 主審: 飯田淳平 |

| 2023年7月12日 No.61 | 鹿島アントラーズ | 1 - 1 (延長) (10 - 11 PK戦) | ヴァンフォーレ甲府 | 甲府市                                                               |
| 19:00 | - 垣田裕暉 62分  | 公式記録 | - 野澤陸 51分      | 競技場: JITリサイクルインクスタジアム 観客数: 6,301人 主審: 木村博之 |
| | PK戦             | |                    |                                                                      |
| - ディエゴ・ピトゥカ - 樋口雄太 - 土居聖真 - 関川郁万 - 仲間隼斗 - 安西幸輝 - 松村優太 - 植田直通 - 昌子源 - 沖悠哉 - 鈴木優磨 - ディエゴ・ピトゥカ - 樋口雄太 |                  | - 須貝英大 - ジェトゥリオ - 長谷川元希 - ピーター・ウタカ - エドゥアルド・マンシャ - 野澤陸 - 品田愛斗 - 蓮川壮大 - 松本凪生 - 小林岩魚 - 渋谷飛翔 - 須貝英大 - ジェトゥリオ |                    |                                                                      |

| 2023年7月12日 No.62 | ヴィッセル神戸                                                          | 5 - 2    | ジュビロ磐田                    | 磐田市                                                          |
| 19:00               | - 齊藤未月 13分 - 川﨑修平 24分, 66分 - 汰木康也 30分 - 佐々木大樹 39分 | 公式記録 | - 舩橋京汰 62分 - 古川陽介 81分 | 競技場: ヤマハスタジアム（磐田） 観客数: 3,840人 主審: 今村義朗 |

| 2023年7月12日 No.63 | セレッソ大阪                              | 3 - 1    | 大宮アルディージャ | 大阪市                                                      |
| 19:00               | - 上門知樹 59分, 65分 - レオ・セアラ 82分 | 公式記録 | - 柴山昌也 85分    | 競技場: ヨドコウ桜スタジアム 観客数: 3,544人 主審: 荒木友輔 |

| 2023年7月12日 No.64 | 湘南ベルマーレ                  | 2 - 0    | ファジアーノ岡山 | 岡山市                                                      |
| 19:00               | - 鈴木章斗 73分 - 石井久継 88分 | 公式記録 |                  | 競技場: シティライトスタジアム 観客数: 3,216人 主審: 松尾一 |

| 2023年7月12日 No.65 | 川崎フロンターレ              | 2 - 1    | 水戸ホーリーホック | 水戸市                                                            |
| 19:03               | - 瀬古樹 25分 - 宮代大聖 80分 | 公式記録 | - 寺沼星文 81分    | 競技場: ケーズデンキスタジアム水戸 観客数: 2,498人 主審: 御厨貴文 |

| 2023年7月12日 No.66 | 高知ユナイテッドSC | 1 - 0    | 横浜FC | 高知市                                                                    |
| 19:00               | - 高野裕維 56分    | 公式記録 |        | 競技場: 高知県立春野総合運動公園陸上競技場 観客数: 3,041人 主審: 高崎航地 |

| 2023年7月12日 No.67 | 柏レイソル            | 2 - 0    | 徳島ヴォルティス | 鳴門市                                                                                  |
| 19:00               | - 真家英嵩 44分, 50分 | 公式記録 |                  | 競技場: 鳴門・大塚スポーツパークポカリスエットスタジアム 観客数: 1,682人 主審: 池内明彦 |

| 2023年7月12日 No.68 | 北海道コンサドーレ札幌                                                 | 5 - 2    | ヴェルスパ大分      | 大分市                                                      |
| 19:00               | - キム・ゴンヒ 34分, 43分 (PK) - 福森晃斗 56分 - 出間思努 88分, 90+5分 | 公式記録 | - 中野匠 38分, 60分 | 競技場: レゾナックドーム大分 観客数: 1,418人 主審: 岡部拓人 |

| 2023年7月12日 No.69 | サンフレッチェ広島 | 0 - 2    | 栃木SC                            | 宇都宮市                                                        |
| 19:00               |                    | 公式記録 | - 大島康樹 54分 - 西谷優希 90+4分 | 競技場: カンセキスタジアムとちぎ 観客数: 2,552人 主審: 山本雄大 |

| 2023年7月12日 No.70 | アビスパ福岡                                 | 2 - 1 (延長) | FC岐阜          | 岐阜市                                                                    |
| 19:00               | - 佐藤凌我 84分 - ドウグラス・グローリ 115分 | 公式記録     | - 羽田一平 39分 | 競技場: 岐阜メモリアルセンター長良川競技場 観客数: 2,010人 主審: 小屋幸栄 |

| 2023年7月12日 No.71                                                                          | FC東京          | 1 - 1 (延長) (9 - 8 PK戦)                                                                          | 東京ヴェルディ  | 調布市                                                 |
| 19:00                                                                                        | - 塚川孝輝 20分 | 公式記録                                                                                           | - 白井亮丞 70分 | 競技場: 味の素スタジアム 観客数: 17,497人 主審: 中村太 |
|                                                                                              | PK戦            | |                 |                                                        |
| - 松木玖生 - 木本恭生 - 塚川孝輝 - 熊田直紀 - 長友佑都 - 安部柊斗 - 寺山翼 - 小泉慶 - 東慶悟 |                 | - 北島祐二 - 小池純輝 - 佐川洸介 - 山越康平 - 奈良輪雄太 - 西谷亮 - 綱島悠斗 - 白井亮丞 - 千田海人 |                 |                                                        |

| 2023年7月12日 No.72 | サガン鳥栖                                    | 3 - 4 (延長) | ロアッソ熊本                              | 鳥栖市                                                        |
| 19:00               | - 福田晃斗 11分 - 西川潤 38分 - 横山歩夢 62分 | 公式記録     | - 松岡瑠夢 52分, 57分 - 道脇豊 90分, 95分 | 競技場: 駅前不動産スタジアム 観客数: 3,864人 主審: 福島孝一郎 |

### ラウンド16(4回戦)
| 2023年8月2日 No.73 | FC町田ゼルビア | 0 - 1    | アルビレックス新潟 | 町田市                                                    |
| 18:30              |                | 公式記録 | - 小見洋太 90分    | 競技場: 町田GIONスタジアム 観客数: 3,436人 主審: 今村義朗 |

| 2023年8月2日 No.74 | 名古屋グランパス                                                      | 3 - 0    | 浦和レッズ | 名古屋市                                                      |
| 19:03              | - マテウス・カストロ 25分 - キャスパー・ユンカー 75分 - 和泉竜司 84分 | 公式記録 |            | 競技場: CSアセット港サッカー場 観客数: 6,975人 主審: 岡部拓人 |

| 2023年8月2日 No.75 | ヴァンフォーレ甲府 | 1 - 4    | ヴィッセル神戸                                                            | 甲府市                                                             |
| 19:03              | - 宮崎純真 20分    | 公式記録 | - 53分 (o.g.) - 武藤嘉紀 60分 - 大迫勇也 78分 - ジェアン・パトリッキ 86分 | 競技場: JITリサイクルインクスタジアム 観客数: 7,467人 主審: 松尾一 |

| 2023年8月2日 No.76                                                               | セレッソ大阪               | 1 - 1 (延長) (4 - 5 PK戦)                                                  | 湘南ベルマーレ       | 大阪市                                                      |
| 19:03                                                                            | - レオ・セアラ 90+4分 (PK) | 公式記録                                                                   | - 大橋祐紀 12分 (PK) | 競技場: ヨドコウ桜スタジアム 観客数: 4,567人 主審: 上田益也 |
|                                                                                  | PK戦                       |                                                                            |                      |                                                             |
| - 毎熊晟矢 - 舩木翔 - レオ・セアラ - 渡邉りょう - 香川真司 - 北野颯太 - 新井晴樹 |                            | - 田中聡 - 鈴木章斗 - 石井久継 - 奥野耕平 - 山田直輝 - 杉岡大暉 - 松村晟怜 |                      |                                                             |

| 2023年8月2日 No.77 | 川崎フロンターレ | 1 - 0    | 高知ユナイテッドSC | 高知市                                                                    |
| 19:05              | - 佐々木旭 80分  | 公式記録 |                    | 競技場: 高知県立春野総合運動公園陸上競技場 観客数: 7,243人 主審: 小屋幸栄 |

| 2023年8月2日 No.78 | 柏レイソル      | 1 - 0    | 北海道コンサドーレ札幌 | 柏市                                                            |
| 19:03              | - 椎橋慧也 22分 | 公式記録 |                        | 競技場: 三協フロンテア柏スタジアム 観客数: 4,676人 主審: 川俣秀 |

| 2023年8月2日 No.79 | 栃木SC                     | 2 - 4 (延長) | アビスパ福岡                                                          | 宇都宮市                                                        |
| 19:00              | - 根本凌 45+3分 (PK), 51分 | 公式記録     | - 佐藤凌我 20分 - ウェリントン 54分 - ルキアン 114分 - 山岸祐也 117分 | 競技場: カンセキスタジアムとちぎ 観客数: 2,368人 主審: 榎本一慶 |

| 2023年8月2日 No.80 | FC東京 | 0 - 2    | ロアッソ熊本                      | 熊本市                                                      |
| 19:03              |        | 公式記録 | - 平川怜 4分 (PK) - 松岡瑠夢 54分 | 競技場: えがお健康スタジアム 観客数: 6,286人 主審: 上村篤史 |

### 準々決勝
準々決勝以降の組み合わせの抽選は、2023年8月4日に行われ、日本サッカー協会の公式YouTubeチャンネル「JFA TV」で生配信された。
組み合わせ抽選においては「準々決勝までは下位カテゴリーのチームにホームゲーム開催権が優先される」という規定から、唯一J2勢で勝ち残ったロアッソ熊本が準々決勝でホームとなることを確約させるため、以下の方式で行われた。
1. No.81ホーム→No.81アウェー→No.82ホーム→…の順にトーナメントポジションに1から8の番号を割り当て、ポットAに番号を記す。
2. まず、1・3・5・7の番号の書かれたカプセルの入ったポットAを抽選し、熊本のトーナメントポジションを決定する （これにより、熊本は準々決勝で必ずホーム側となる）。

- ポットAに2・4・6・8のカプセルを、ポットBに残りの7チームの書かれたカプセルをそれぞれ入れ、ポットA→ポットBの順に抽選して残りのチームのトーナメントポジションを決定する。

ドロワーは日本サッカー協会天皇杯実施委員会委員長の中野雄二、ゲストドロワーとして元日本代表の名波浩と前田遼一が参加。進行役はフリーアナウンサーの高木聖佳。
| 2023年8月30日 No.81                                          | アルビレックス新潟                 | 2 - 2 (延長) (3 - 4 PK戦)                          | 川崎フロンターレ             | 新潟市                                                               |
| 19:03                                                        | - 谷口海斗 30分 - 早川史哉 120+1分 | 公式記録                                           | - 瀬古樹 67分 - 山田新 108分 | 競技場: デンカビッグスワンスタジアム 観客数: 10,287人 主審: 荒木友輔 |
|                                                              | PK戦                               |                                                    |                              |                                                                      |
| - 鈴木孝司 - 三戸舜介 - ダニーロ・ゴメス - 堀米悠斗 - 高宇洋 |                                    | - 小林悠 - 瀬川祐輔 - 山村和也 - 遠野大弥 - 山田新 |                              |                                                                      |

| 2023年8月30日 No.82 | アビスパ福岡                          | 3 - 1    | 湘南ベルマーレ | 福岡市                                                      |
| 19:03               | - 山岸祐也 44分, 67分 - 佐藤凌我 73分 | 公式記録 | - 鈴木章斗 4分 | 競技場: ベスト電器スタジアム 観客数: 3,325人 主審: 笠原寛貴 |

| 2023年8月30日 No.83                                    | ロアッソ熊本  | 1 - 1 (延長) (4 - 3 PK戦)                            | ヴィッセル神戸              | 熊本市                                                       |
| 19:04                                                  | - 平川怜 60分 | 公式記録                                             | - ジェアン・パトリッキ 87分 | 競技場: えがお健康スタジアム 観客数: 10,512人 主審: 御厨貴文 |
|                                                        | PK戦          |                                                      |                             |                                                              |
| - 黒木晃平 - 東山達稀 - 田代琉我 - 粟飯原尚平 - 平川怜 |               | - 大迫勇也 - 武藤嘉紀 - 山口蛍 - 大﨑玲央 - 井出遥也 |                             |                                                              |

| 2023年8月30日 No.84 | 柏レイソル                                  | 2 - 0    | 名古屋グランパス | 柏市                                                              |
| 19:03               | - 戸嶋祥郎 69分 - マテウス・サヴィオ 90+2分 | 公式記録 |                  | 競技場: 三協フロンテア柏スタジアム 観客数: 6,156人 主審: 飯田淳平 |

### 準決勝
| 2023年10月8日 No.85 | 川崎フロンターレ                                                               | 4 - 2    | アビスパ福岡                      | 川崎市                                                 |
| 15:30               | - 山村和也 5分 - 橘田健人 53分 - マルシーニョ 70分 - レアンドロ・ダミアン 81分 | 公式記録 | - 金森健志 42分 - 鶴野怜樹 90+6分 | 競技場: 等々力陸上競技場 観客数: 18,547人 主審: 中村太 |

| 2023年10月8日 No.86 | ロアッソ熊本 | 0 - 4    | 柏レイソル                                                         | 柏市                                                               |
| 13:10               |              | 公式記録 | - 戸嶋祥郎 9分 - 片山瑛一 45+4分 - 細谷真大 54分 - 高嶺朋樹 90+4分 | 競技場: 三協フロンテア柏スタジアム 観客数: 12,351人 主審: 荒木友輔 |

### 決勝
決勝に駒を進めたのは、初の決勝進出を目指した福岡を技術の差で上回って押し込み、4得点で快勝した川崎 と、J2勢2年連続決勝進出を目指して快進撃を続けた熊本相手に前線からのプレスで圧倒し完勝した柏 の対戦。川崎は第100回大会以来3大会ぶり、柏は第92回大会以来11大会ぶりの決勝進出で、共にJリーグ発足後3回目の決勝進出で2回目の優勝を目指す。関東勢同士の対戦ということもあって、国立には天皇杯決勝史上最多観客動員となる62,837人の観衆を集めた。
試合は開始直後から高い位置からプレスをかけDF立田悠悟やMF椎橋慧也が前線のFW細谷真大にボールを送る柏が試合を優位に進め、前半は柏のシュート11本に対し、川崎は後半40分のMF瀬古樹のシュート1本のみに終わる。
後半も柏が攻勢に出る一方で川崎も徐々に相手に決定機を作らせない戦いとなっていった が、68分（後半23分）に自陣のクリアボールを柏FWマテウス・サヴィオが前線に送ると、これに反応した柏FW細谷が抜けだし、川崎DF大南拓磨のブロックにも倒れずゴール前に迫るが、川崎GKチョン・ソンリョンにクリアされて決定機ならず。その後も大きなチャンスは生まれず、試合はスコアレスでのまま2大会連続の延長戦にもつれ込む。
延長戦に入ると、延長戦前半9分には柏DF片山瑛一のヘディングクリアに反応した柏FW細谷が川崎DFと入れ替わって決定機を作るも、シュートは川崎GKチョン・ソンリョンのブロックに逢い、逆に延長後半13分には川崎DF山根視来のクロスに途中出場の川崎FWバフェティンビ・ゴミスが強烈なヘディングシュートを放つも柏GK松本健太のファインセーブに逢い得点ならず。試合はスコアレスのまま終わり、天皇杯決勝では2大会連続3度目のPK戦へともつれこむ。
両軍3人目まで決め、後攻の柏4人目MF仙頭啓矢のキックは左ポストに阻まれる が、直後の川崎5人目FWゴミスのキックを柏GK松本がセーブし、PK戦もサドンデスへともつれ込む。川崎6人目DF登里享平のキックは柏GK松本が再びセーブするも、柏6人目DF片山のキックはクロスバーに跳ね返され決着ならず。そのまま9人目まで両者が成功させ、柏DF古賀太陽の負傷による両者申し合わせにより 1巡目の最後となる10人目、川崎GKチョン・ソンリョンのキックが右上に決まった一方で、柏GK松本のキックがチョン・ソンリョンに阻まれ、天皇杯決勝としては最長となる10人目のPK で川崎が3年ぶり2度目の優勝を果たした。
| 川崎フロンターレ | 0 - 0 (延長) | 柏レイソル |
| --- | ------------ | --- |
| | 公式記録     | |
| PK戦 |              | |
| - 家長昭博 - 瀬川祐輔 - 山村和也 - 橘田健人 - バフェティンビ・ゴミス - 登里享平 - 遠野大弥 - 山根視来 - ジョアン・シミッチ - チョン・ソンリョン | 8 - 7        | - マテウス・サヴィオ - 細谷真大 - 戸嶋祥郎 - 仙頭啓矢 - 武藤雄樹 - 片山瑛一 - 山本桜大 - 川口尚紀 - 立田悠悟 - 松本健太 |

| 川崎フロンターレ |    |                        |      |            |
| GK               | 01 | チョン・ソンリョン     |      |            |
| DF               | 13 | 山根視来               |      |            |
| DF               | 03 | 大南拓磨               |      | 87分       |
| DF               | 31 | 山村和也               |      |            |
| DF               | 02 | 登里享平               |      |            |
| MF               | 08 | 橘田健人               |      |            |
| MF               | 14 | 脇坂泰斗               | 55分 | 87分       |
| MF               | 16 | 瀬古樹                 |      | 64分       |
| FW               | 41 | 家長昭博               |      |            |
| FW               | 33 | 宮代大聖               |      | 64分       |
| FW               | 09 | レアンドロ・ダミアン   |      | 77分       |
| 控え選手         |    |                        |      |            |
| GK               | 99 | 上福元直人             |      |            |
| DF               | 4  | ジェジエウ             |      | 87分       |
| MF               | 6  | ジョアン・シミッチ     |      | 87分       |
| MF               | 30 | 瀬川祐輔               |      | 64分       |
| FW               | 17 | 遠野大弥               |      | 64分       |
| FW               | 18 | バフェティンビ・ゴミス |      | 106分      |
| FW               | 11 | 小林悠                 |      | 77分 106分 |
| 監督             |    |                        |      |            |
| 鬼木達           |    |                        |      |            |

| 柏レイソル |    |                    |      |        |
| GK         | 46 | 松本健太           |      |        |
| DF         | 16 | 片山瑛一           |      |        |
| DF         | 50 | 立田悠悟           |      |        |
| DF         | 04 | 古賀太陽           |      |        |
| DF         | 34 | 土屋巧             |      | 90+3分 |
| MF         | 05 | 高嶺朋樹           | 53分 | 90+3分 |
| MF         | 06 | 椎橋慧也           |      | 104分  |
| MF         | 14 | 小屋松知哉         |      | 77分   |
| FW         | 10 | マテウス・サヴィオ |      |        |
| FW         | 11 | 山田康太           |      | 77分   |
| FW         | 19 | 細谷真大           |      |        |
| 控え選手   |    |                    |      |        |
| GK         | 21 | 佐々木雅士         |      |        |
| DF         | 02 | 三丸拡             |      |        |
| DF         | 24 | 川口尚紀           |      | 90+3分 |
| MF         | 41 | 仙頭啓矢           |      | 90+3分 |
| MF         | 28 | 戸嶋祥郎           |      | 77分   |
| FW         | 45 | 山本桜大           |      | 77分   |
| FW         | 09 | 武藤雄樹           |      | 104分  |
| 監督       |    |                    |      |        |
| 井原正巳   |    |                    |      |        |

## サポーターによる問題行為
今大会では、サポーターによる問題行為が相次いで生じ、JFA天皇杯実施委員長の中野雄二が準々決勝抽選の際の挨拶の中で「こういうことに対しては遺憾の気持ちでいっぱい」「大会を主催する側としても警備がどうだったか、会場がどうだったかの検討課題はある」「今後このようなことが起きないよう、みんなで協力して安心で安全な試合会場を作っていくことをお願いしたい」と言及するに至った。
3回戦【71】FC東京 vs 東京ヴェルディ（味の素スタジアム）
12年ぶりの東京ダービーとなったこの試合において、FC東京のサポーターが持ち込みを禁止されている火薬類（ロケット花火や発煙筒など）をスタジアム内に持ち込んで試合前に気勢を上げ、さらにはスタジアム近隣の飛田給駅前にあるゼビオ（東京Vの親会社）の看板に張り紙や生卵をぶつけるなどの器物損壊行為を行うなど、サポーターの暴走行為があったことが報告された。
これについて、FC東京はJFAによる処分が決定されるまでの暫定措置として、火薬類使用を行ったことが確認された3名と、器物損壊を行ったことが確認された4名について、FC東京が関連する試合への無期限入場禁止措置を行っている。その後JFAは試合運営管理規定違反として7月18日付けで火薬類を持ち込み使用した4名に対して日本国内で行われる全てのサッカーの試合（JFA主催試合及びJリーグ・各連盟主催試合）への無期限入場禁止に処すことを決定した。なお、汚損された看板については両クラブの協議の上で東京V関係者が清掃を行っている。
一方、FC東京に対してはJFA規律委員会において懲罰の審議が行われ、FC東京に天皇杯試合運営要項第30条第1項（参加チームが、自チームのサポーターに対して、試合の前後及び試合中において秩序ある適切な態度を保持するよう努める義務）に違反する行為があったとして、9月1日付けでFC東京に譴責（始末書の提出）及び罰金500万円の処分を科すことを決定した。
ラウンド16【74】名古屋グランパス vs 浦和レッズ（CSアセット港サッカー場）
この試合終了後、ゴール裏で土田尚史スポーツダイレクター、西野努テクニカルダイレクターと話し合いを行っていた浦和サポーターが、名古屋サポーターからかけられた言葉に激昂し、バックスタンドを経由して緩衝帯を突破して名古屋側への侵入を試み、さらにはピッチに降りるなどした結果、約100名の浦和サポーターが名古屋側に侵入して名古屋サポーターに詰め寄り、名古屋の横断幕を外すなどの行為に及び、警察官と消防隊員が出動する騒ぎとなった。
これについて、浦和は、立ち入り禁止エリアへの侵入を主導したサポーター31名を9試合の入場禁止、サポーター団体を統轄するリーダー1名を16試合の入場禁止、実際に立ち入り禁止エリアに侵入したサポーター45名を厳重注意処分とした。なお、この処分については、過去のJリーグクラブの処分内容に比べて甘いとの声が多かったものの、浦和関係者は「日本サッカー協会、Jリーグが作ったガイドラインに則り処分を決定した」「収束後に関係者で集まり行った事実確認において、暴力は振るっていないという認識を共有している」と説明していた が、JFA会長の田嶋幸三は8月9日に行われた記者対応で「それ（暴力）に相当するものがあるということは（報告が）上がってきている」と、浦和側の事実認定に齟齬があることをうかがわせるコメントを残している。その後、8月10日にJFAによる映像を用いた事実確認の結果、警備員を押し倒したり名古屋サポーターの胸ぐらをつかむなどの暴力行為12件、相手ゴール裏付近での威嚇行為6件、緩衝柵を破壊するなどの行為12件などが確認され、該当者25名程度の処分についてはJFAの最終決定に委ねる方針を示した。
JFAは8月31日に臨時の理事会を開いてこの事件を審議し、同日時点でフィールドへの侵入行為・暴力行為・迷惑危険行為・破壊行為を行ったことが確認された17名（全員が浦和の独自処分対象に該当）を日本国内で行われる全てのサッカーの試合（JFA主催試合及びJリーグ・各連盟主催試合）への無期限入場禁止に、掲出不可エリアへの横断幕掲出を行った1名を5試合の入場禁止処分に処すことを決定した上で、クラブへの懲罰は別途JFA規律委員会で決定することを発表した。加えて浦和は同日、JFAにより無期限入場禁止処分となった17名について、国内外を問わず浦和が出場する全試合への無期限入場禁止処分に処すことを決定した。
クラブに対しては、JFAが2023年9月19日付の規律委員会決定事項として、浦和に対して次年度大会である「天皇杯 JFA 第104回全日本サッカー選手権大会」への参加資格剥奪と譴責（始末書の提出）の処分を公表した。

### 注記
1. ↑  当初は6月7日に開催予定だったが、ヴィッセル神戸からの申し出（6月6日にバルセロナと親善試合を行うことが決まった[4] ため）により、天皇杯実施委員会での協議を経て開催日の変更が承認された[5]。
2. ↑  当初は19:00開始予定だったが、試合会場からの公共交通機関終了時間を考慮し18:30からの開始に変更された[6]。
3. 1 2  雷雨のため、延長前半終了時点で試合中断[7]。7月19日 19:00より、延長後半開始（106分）時点からの再開試合として同会場で開催[8]。公式記録の観客動員数は7月12日（3,837人）と7月19日（2,256人）の合計。
4. ↑  柏は前身の日立製作所時代に4回の決勝進出と2回の優勝経験あり。
5. ↑  川崎2人目のMF瀬川祐輔のキックは一度は止められるが、柏GK松本がキック前にゴールラインを飛び出していたとしてやり直しとなっている[16]。